# Parroquia Miguel Peña
La parroquia Miguel Peña es la parroquia más poblada de las nueve parroquias que conforman el Municipio Valencia, donde está la ciudad homónima y capital del Estado de Carabobo, en Venezuela.

## Límites geográficos
Deslindados de la siguiente manera:

### Norte
Parroquia Urbana Candelaria, teniendo como cota la Avenida Bolívar Sur cruce con calle Plaza (calle 87) hasta intersecar a la Avenida Lisandro Alvarado. De allí va por la calle 112 (Ciudad Hospitalaria Dr. Enrique Tejera) atravesando el cerro "Fila de la Guacamaya" hasta llegar el Dique de Guataparo (punto más septentrional de la paqrroquia). Allí nace el río Guataparo, el cual drena al embalse del mismo, y sirve como límite natural, cruzando el club La Hacienda Country Club y aledaño a la Planta Potabilizadora Alejo Zuloga. Llega a la Autopista Circunvalación del Sur por el Cementerio Jardines del Recuerdo, abarcado la Planta de Tratamiento La Mariposa. A partir de este punto no hay concentraciones urbanas, solamente fincas, haciendas, haras, caseríos y granjas avícolas.

### Oeste
Continúa el río Guataparo, que es el límite con el municipio Libertador y desemboca al río Paíto (sector quebrada Pira Pira) allí asciende por el cerro Fila de los Aguacates (sector El Yagual) hasta llegar al caserío Las Dos Bocas, el punto más meridional de la parroquia.

### Sur
En un pequeño punto con la Parroquia No Urbana Negro Primero, por la fila que separa los puntos del Yagual y Yagualito, caserío Las Dos Bocas mencionado anteriormente.

### Este
Desde el caserío Las Dos Bocas comienza la frontera con el Municipio Carlos Arvelo (Parroquia No Urbana Tacarigua) subiendo hacia el norte hasta confluir con la Parroquia Rafael Urdaneta por un corto tramo de 2 kilómetros. Allí comienza el límite con la Parroquia Urbana Santa Rosa marcado por la Vía El Paíto, que comunica con la Avenida Sesquicentenario hasta llegar a Plaza de Toros. Continúa por la avenida las Ferias, cruza de nuevo la Autopista Circunvalación del Sur, sigue por la por la Avenida Bolívar Sur hasta intersecar con la calle Plaza (calle 87) completando el recorrido poligonal.

## Población
La parroquia Miguel Peña está ubicada en el suroeste del municipio Valencia. El nombre de la parroquia viene de un conocido político valenciano de comienzos del siglo XIX que fuera activo en la formación de Venezuela.

### Historia
Las primeras zonas urbanizadas comenzaron a aparecer a finales de la década de los cincuenta del siglo XX.
La zona fue declarada parroquia Miguel Peña en 1971.
Es una parroquia que tiene un crecimiento de población muy rápido en los últimos 40 años debido a la inmigración de personas tanto extranjeras como de otras partes del país, ya que Valencia es considerada la Ciudad industrial de Venezuela.